# Almena (Kansas)
Pour les articles homonymes, voir Almena.
Almena est une municipalité américaine située dans le comté de Norton au Kansas.

## Géographie
Située sur la Prairie Dog Creek (en), la municipalité d'Almena s'étend sur 0,61 mille carré (1,58 km2).

## Histoire
La localité se développe autour de la propriété de James et Mary Brown à partir de 1871. Elle est nommée d'après la ville natale de Mary Brown, dans le Michigan. Selon une légende locale, son nom proviendrait cependant d'une jeune fille pawnee.
Almena devient une municipalité en 1893. Elle est alors desservie par deux voies ferrées : le Chicago, Kansas and Nebraska Railway et le Burlington and Missouri River Railroad.

## Démographie
Lors du recensement de 2010, sa population est de 408 habitants. Elle est blanche à près de 98 %. Elle est estimée à 383 habitants en 2018.